# アビイビール
アビイビール（アベイビールとも。仏: Bière d'abbaye、蘭: Abdijbier、英: abbey beer）は、主にベルギーの修道院から委託を受けたブルワリーにより作られるビールである。

## アビイビールとトラピストビール
abbeyは修道院を意味し、直訳すると修道院ビールとなる。修道院で作られるビールとしてはトラピストビールが知られているが、トラピスト修道会（厳律シトー会）の修道院で醸造され、1962年に定められた定義を満たしたビールのみが「トラピストビール」を名乗ることができる。アビイビールはトラピスト修道会以外のベネディクト会、シトー会などが製法や醸造事業を一般の醸造所に委託したものを指し、ベルギー南部のフランス語圏のワロン地域で用いられるワロン語では「Bière d'abbaye（ビエール・ダベイ）」、北部のオランダ語圏のフランデレン地域のフラマン語では「Abdijbier（アブデイビール）」と表記してトラピストビールと区別される。現存しない修道院や聖人の名を冠したビールもアビイビールに含まれる。
現存する修道院が醸造所に委託したものには、フローレフ修道院がルフェーブル醸造所に委託して1983年から製造している『フローレフ』などがあり、醸造所から修道院にロイヤリティが支払われる。現存しない修道院の例では、アイルランドの修道僧フォイランの信仰者がエノー州ル・ルーに建立したサンフーヤン修道院の名を冠した『サンフーヤン』がある。修道院はフランス革命後に破壊され再建されることはなかったが、サンフーヤン醸造所がビールを再興した。『パーテルリーヴェン』は聖リヴィヌスの名にちなんでおり、オースト＝フランデレン州にシント・リーヴェンス・エッセとシント・リーヴェンス・ホートムの二つの村名とパーテルリーヴェン教会が残るが、修道院が存在した記録はない。
1999年には認証アビイビールが組織され、ベルギービール醸造所組合が管理するロゴマークが作成されたが、ロゴマークが付与されていないアビイビールも多数存在する。
アビイビールとトラピストビールを合わせ、カトリック修道院と関係を持つビールを「ホーリーエール」と総称する。2011年のHilde Deweer著の『All Belgian Beers』によるとベルギービールの総銘柄数は1,136。そのうちアビイビール145銘柄、トラピストビールは15銘柄で、スタイルごとの銘柄数においてはホーリーエールが最多である。

## 歴史

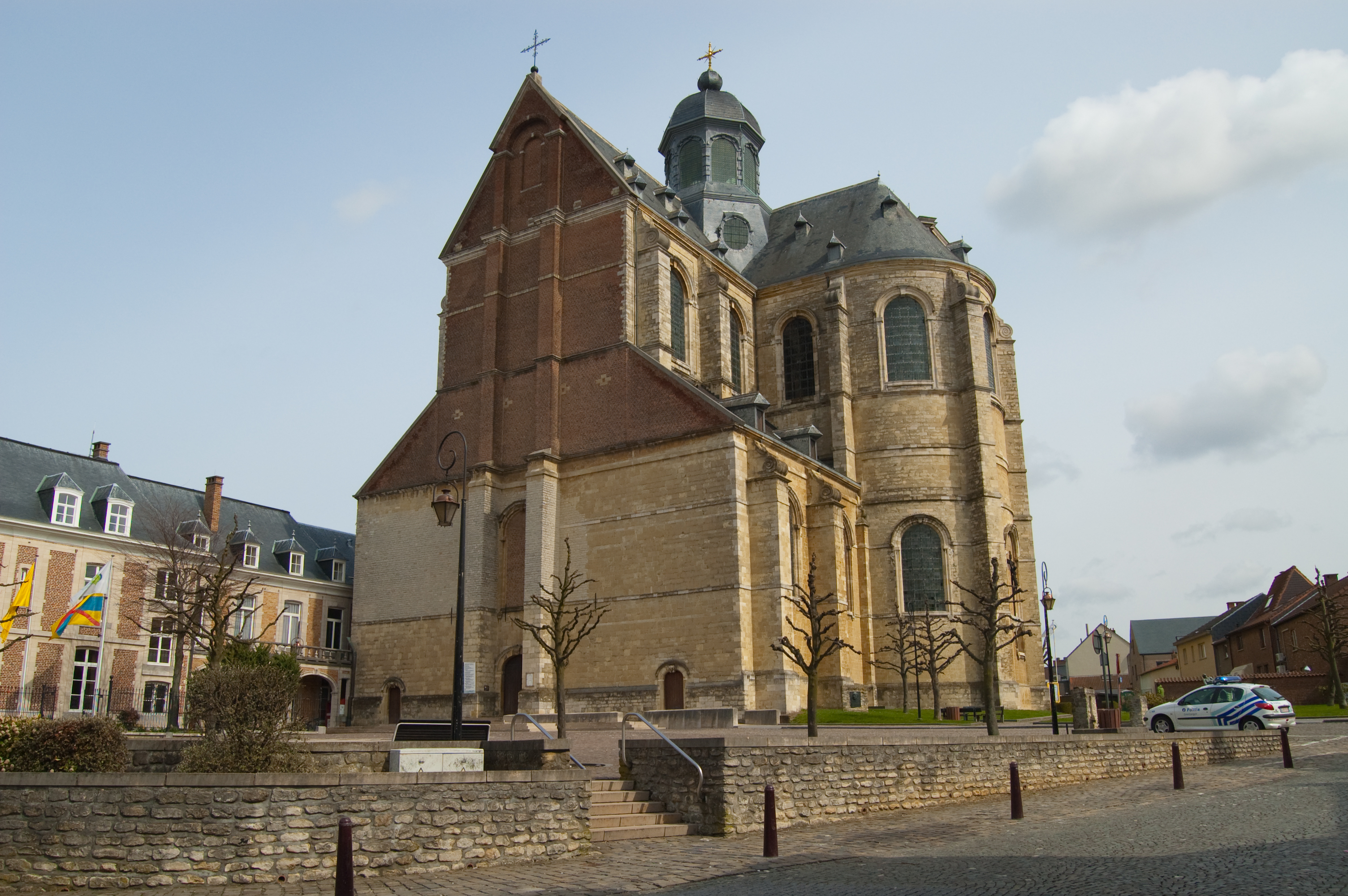
アビイビールに関連する修道院の一つ、グリムベルゲン修道院。ブラバント州に12世紀に創立し、フランス革命で4度にわたり破壊されたが、そのたびに復興したことからフェニックスをモチーフにしたビール「グリムベルゲン」が作られている。

ベルギーをはじめとするヨーロッパにおいて、ビールとキリスト教との結びつきが強まったのは6世紀初めごろと考えられている。486年のソワソンの戦いで西ローマ帝国のシアグリウスを破ったクローヴィスは、メロヴィング朝を築きトゥルネーをフランク王国の首都とした。ここに、キリスト教布教のための大司教座を開設し、ビールの醸造所を持つ修道院を次々に建てる計画を打ち出す。当時の衛生環境では生水は安全ではなく、栄養価の高いビールは「液体のパン」として、神の恵みと考えられていた。修道院の活動においてビールは重要な役割を果す。皇帝や領主ら賓客には上等なビールがふるまわれ、修道士たちは水より安全なビールでのどを潤した。レントと呼ばれた四旬節の断食期間にもビールを飲むことだけは許されていた。「旅人はキリストである」との教えから、金を持たない巡礼者にも宿泊場所や食事、ビールを提供するため、大量のビールを備える必要があった。このため、修道院には醸造所が設けられ、醸造の知識を持つ者が修道院長に任命されたのである。トゥルネーの大司教座の指揮のもとに614年に開設されたザンクト・ガレン修道院は3か所の醸造室が備えられ、大麦や小麦を原料とした、皇帝や領主、修道院長などの賓客用の「Cella」、カラスムギを原料とし、修道僧や巡礼者が日常的に飲む、Cellaに次ぐ品質の「Cerevisia」、ストロングビール用麦汁の二番絞りの一部と三番絞り麦汁を原料とした、農作業者や貧しい巡礼者に施される「Conventus」が作られていた。中世の修道院ではビールの製造のみならず、栄養価の高いビールや腐敗しにくいビールなど醸造科学についての研究も行われてきた。それまでのグルートに代わりホップを加えることも修道院が始まりであり、ドイツ・ビンゲンにあったルペルツベルク女子修道院で、12世紀に女子修道院長のヒルデガルト・フォン・ビンゲンにより初めてビールにホップが使用された。ヒルデガルトは著書にビールにおけるホップの役割を記しただけでなく、多くの女性醸造技師の育成も行った。こうして品質が向上したビールは、修道院の重要な財源となった。
ナポレオン・ボナパルトによる度重なる修道院への攻撃により醸造が困難になる時期があったが、1862年にシメイによりビールづくりが再開された。現在の形のアビイビールは、1946年にシント・ベルナルデュス醸造所がウェスト＝フランデレン州のシント・シクステュス修道院とのライセンス契約で製造した『St.Sixtus（シント・シクステュス）』が始まりである。

## 特徴
アビイビールの醸造法には特に規準は定められていないが、いずれも上面発酵のエールである。穀物原料のほかにキャンディシュガーや香辛料が加えられボトル内で熟成させるものが多く、アルコール度数6～7%のデュッベルや8～10%のトリペル、さらには11～12%の高アルコールビールも醸造される。ボトルコンディションされているビールを長期保存する際は15℃前後が適切である。20℃を上回ると酵母が活性化しすぎ、風味が荒っぽくなる。11℃を下回ると酵母が死滅し、熟成が進まないばかりか味の劣化の原因ともなる。ただし、すぐに飲む前提で数日間冷蔵庫に保存する程度では問題ない。従来はベルギー国内ではビールに賞味期限は定められていなかったが、欧州連合加盟に合わせ賞味期限が表記されるようになった。しかし、適正に保管することにより、この期限にかかわらず飲むことができる。
高温多湿な日本においてピルスナーは4～8℃が飲み頃と考えられているが、ホップの利いた『レフ・ブロンド』は10～12℃、チェリーやシナモンやコーヒーを思わせる香りを持つ『レフ・ラディウス』では、香りが立つ15～18℃が適温となる。
ビールに合ったビアグラスで味わうことも、ベルギービールの楽しみ方の一つである。アビイビールやトラピストビールには、口径が大きめでステム (Stemware) のついた「ワイドゴブレット」と呼ばれる聖杯型のグラスが合う。ホーリーエール系のビールは泡立ち (Beer head) が豊かであるが、ホップの使用量が少ないビールでは泡が液面で固まらず、注ぎ方によっては縁からあふれてしまうことがある。口径を大きくすることで、泡を散逸させてあふれるのを抑える働きがある。また、ビールが底にわずかしか残っていない状態でも鼻先がグラスの中に入り、ビールと鼻との距離が近くなり最後まで香りを楽しめる効果もある。
多種多様な味わいを持つベルギービールにおいて、アビイビールもまた多彩で、スパイシーなのど越しの『ステーンブルージュトリペル』、バラの香りを持つ『シント・ベルナルデュス・トリペル』、ブランデーを思わせるアルコール感の『フローレフ・プリマ・メリオール』などさまざまである。

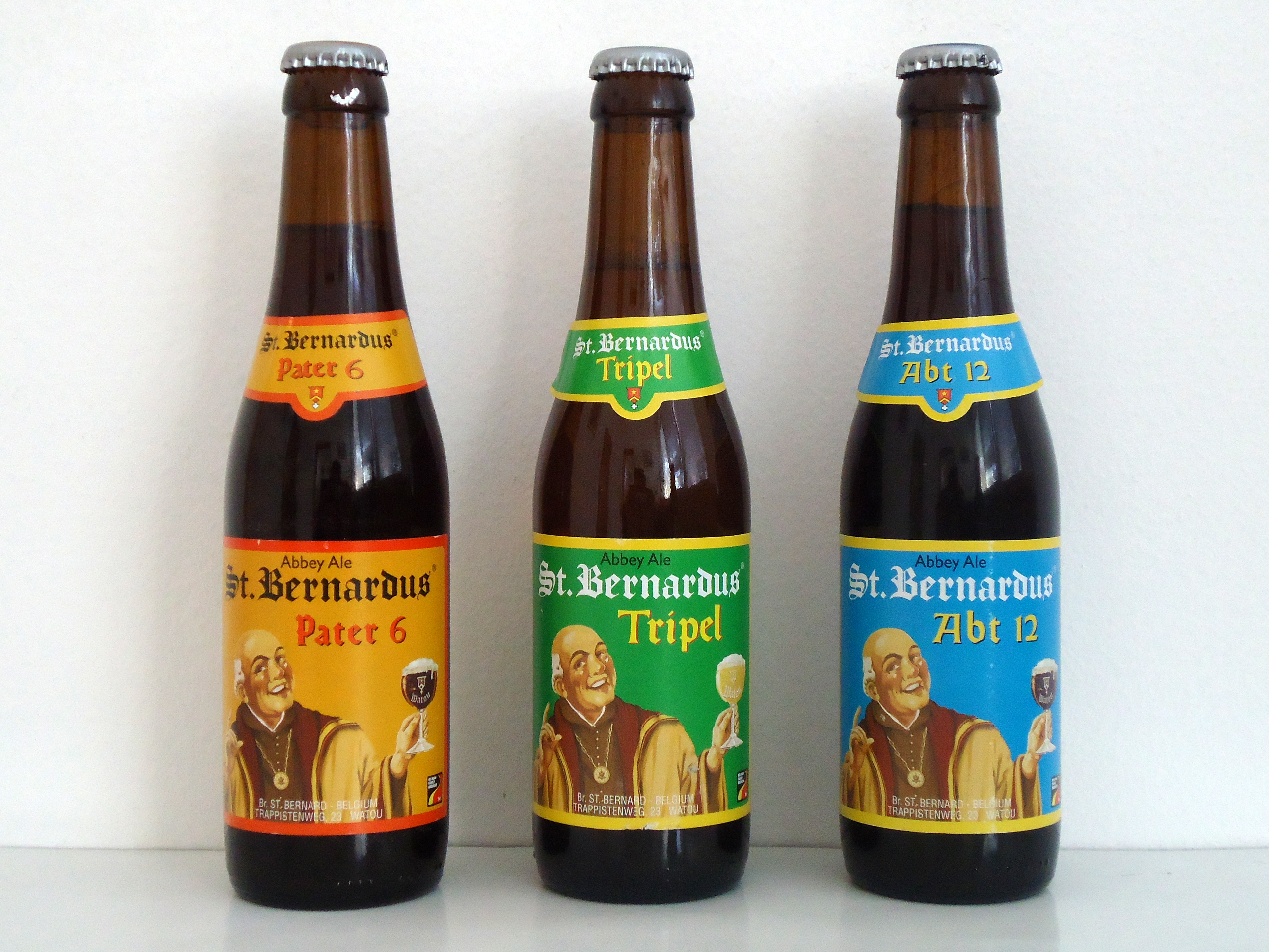
アビイビールのブランドのひとつ、『シント・ベルナルデュス（オランダ語版）』。左からパーテル、トリペル、アブト12。
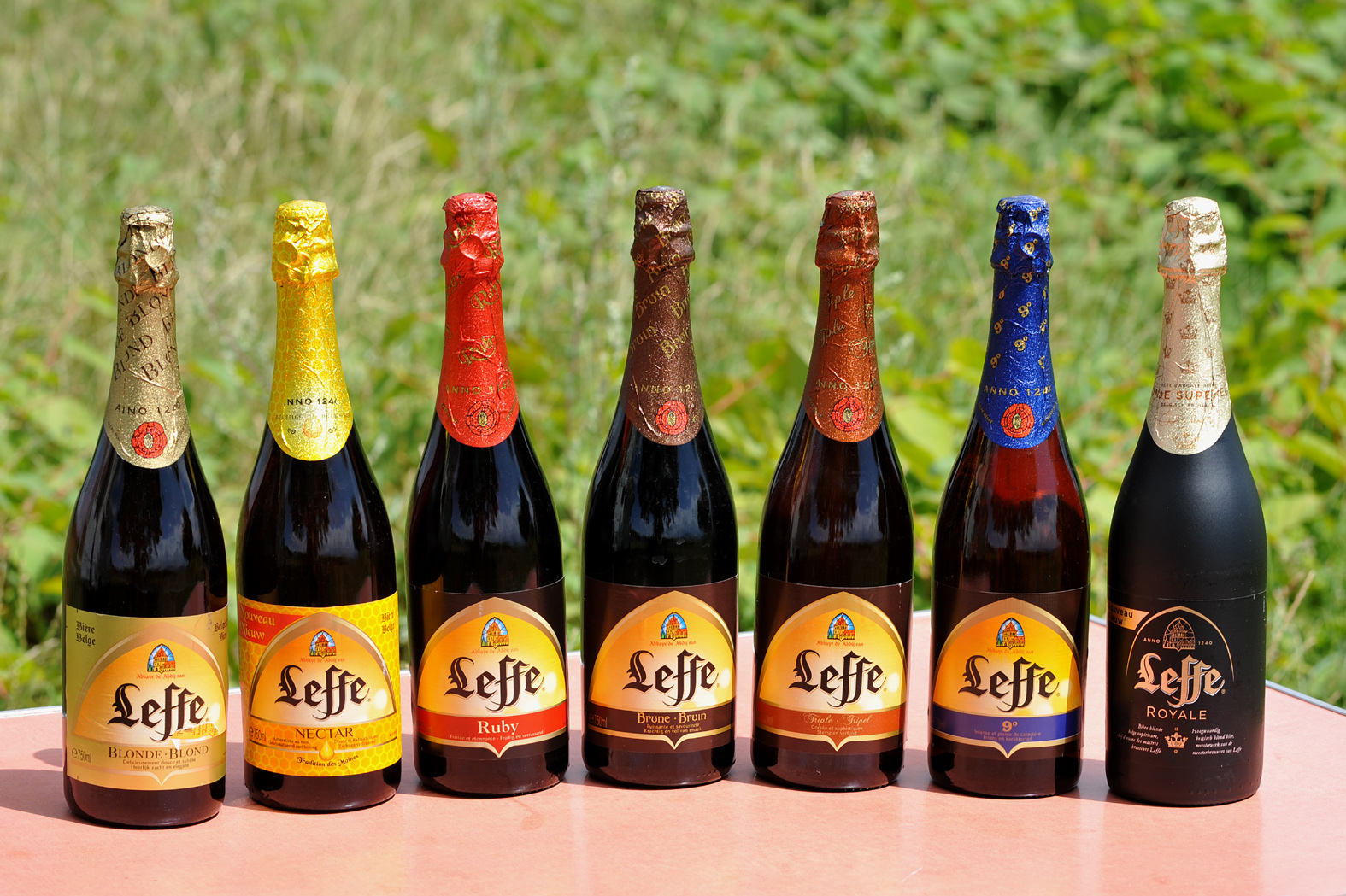
大手メーカーもアビイビールを手掛けている。アンハイザー・ブッシュ・インベブ傘下の『レフ（英語版）』の製品。
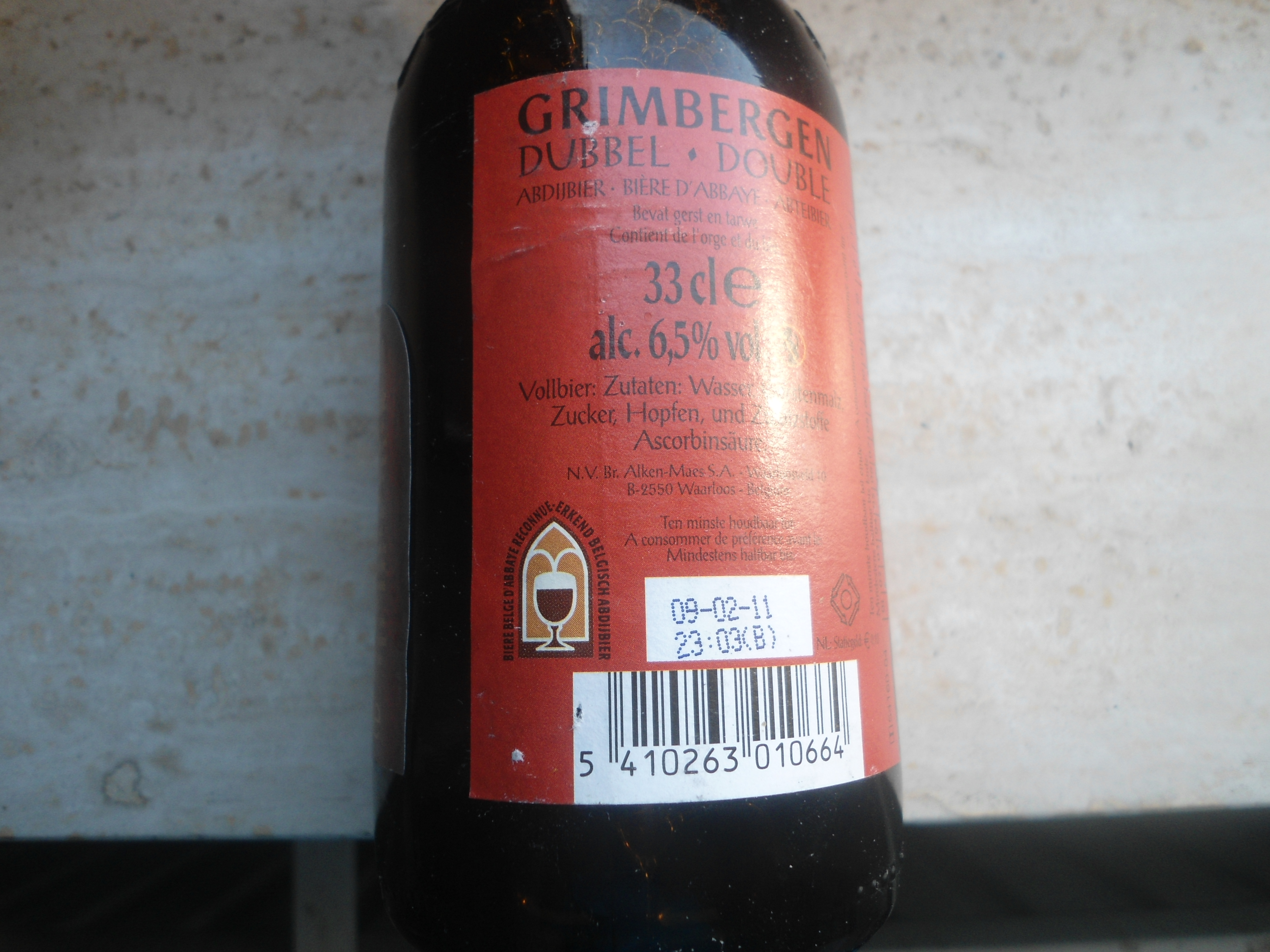
『グリムベルゲン（英語版）』の背面ラベル。バーコードの左上が認証アビイビールのロゴマーク。
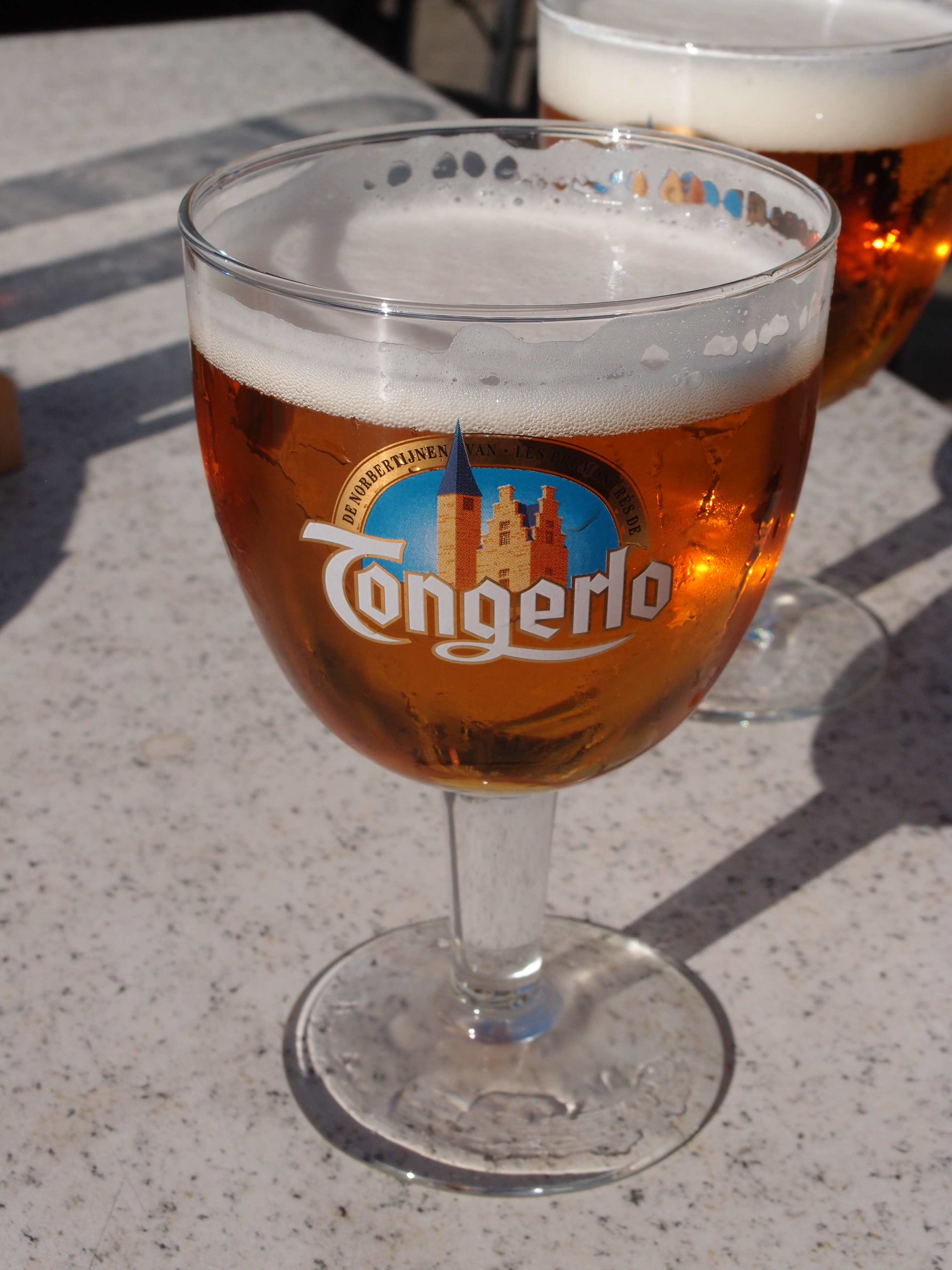
聖杯型のグラスに注がれた『トンゲルロー（オランダ語版）』。

## 日本への輸入
日本では正規代理店として、小西酒造がデュベル・モルトガット社の『マレッツ』、ユーラシア・トレーディングが『トンゲルロー』や『サンフーヤン』を輸入している。2008年からはアサヒビールが『レフ』を輸入していたが、欧州事業再編のため2017年末に取扱いを終了し、アンハイザー・ブッシュ・インベブの日本法人に移管した。左記各社では、アビイビール以外のベルギービールも取り扱っている。
例年日本の主要都市で開催されるビールイベント「ベルギービールウィークエンド」でも、数種類のアビイビールが出品する。